# Охота на Веронику
«Охо́та на Веро́нику» (англ. Veronica Guerin) — биографическая драма Джоэла Шумахера, основанная на реальной истории ирландской журналистки Вероники Герин, которая была приговорена наркобаронами к смерти и застрелена 26 июня 1996 года.

## Сюжет
Вероника Герин, репортёр газеты «Sunday Independent», пишет о проблеме роста незаконного оборота наркотиков в Дублине. Её журналистское расследование, которое затрагивает как проблему простых подростков-наркоманов, так и интересы крупных наркодельцов, постепенно заходит слишком далеко. На жизнь Вероники совершается покушение. Её осведомитель, чтобы спасти себя и отвести подозрения от босса наркомафии Джона Гиллигана, начинает снабжать Веронику ложной информацией и в качестве отвлекающего манёвра сдаёт под видом крупной шишки преступника Джерри Хатча по кличке Монах. Вероника начинает разрабатывать эту линию, но вскоре понимает, что Хатч — слишком незначительное звено в цепи. Тем не менее, она продолжает своё расследование, и в конце концов боссы наркомафии отдают приказ устранить журналистку.

## В ролях
| Актёр            | Роль                |
| ---------------- | ------------------- |
| Кейт Бланшетт    | Вероника Герин      |
| Джерард Максорли | Джон Гиллиган       |
| Киаран Хайндc    | Джон Трайнор        |
| Бренда Фрикер    | Берни Герин         |
| Дон Уичерли      | Крис Маллиган       |
| Барри Барнс      | Грэм Тёрли          |
| Эммет Бергин     | Ангус Фаннинг       |
| Джерри О'Брайн   | Мартин Кэхилл       |
| Лоуренс Кинлан   | юный Тимми (джанки) |

## Награды и номинации

### Награды
- 2003 — приз зрительских симпатий Ирландской академии кино и телевидения за лучший ирландский фильм
- 2003 — Премия солидарности (Solidarity Award) Международного кинофестиваля в Сан-Себастьяне (Джоэл Шумахер)

### Номинации
- 2003 год — 7 номинаций на премию Ирландской академии кино и телевидения: лучший ирландский фильм, лучший актер второго плана (Джерард Максорли и Киаран Хайндc), лучшая актриса второго плана (Бренда Фрикер), лучший дизайн костюмов (Джоан Бергин), лучший грим и причёски (Ди Коркоран, Эйби Лемасс), лучшая операторская работа (Брендан Гэлвин)
- 2003 год — номинация на премию «Золотая раковина» Международного кинофестиваля в Сан-Себастьяне (Джоэл Шумахер)
- 2004 год — номинация на премию Empire Award лучшей актрисе (Кейт Бланшетт)
- 2004 год — номинация на премию «Золотой глобус» лучшей драматической актрисе (Кейт Бланшетт)

В фильме звучат песни в исполнении U2 («Everlasting Love»), Шинейд О’Коннор («Funeral Song» и «One More Day») и Tricky («Aftermath»).